# Fin de la science
La fin de la science est un sujet de controverses et de débats récurrent sur le progrès de la connaissance et l'avenir du savoir scientifique. Un auteur comme John Horgan (de), journaliste scientifique dans diverses revues, notamment Scientific American, défend ainsi l'idée que l'essentiel des grandes découvertes scientifiques aurait été réalisé, et qu'il ne faut plus espérer de nouvelles révolutions scientifiques. À l'inverse, un auteur comme Bruno Latour répond qu'il « n'y a pas plus de fin de la science que de fin de l'histoire ».
De manière générale, nombre de scientifiques annoncent la fin imminente du progrès de la science, ou de l'une de ses branches. Ainsi, James Clerk Maxwell, William Thomson, ou plus récemment Stephen Hawking, tous spéculèrent sur la fin prochaine de la physique.
L'illustration la plus couramment présentée est une citation faussement attribuée à Lord Kelvin, lequel aurait affirmé devant la Royal Institution de Londres que la physique était quasiment comprise : In the clear blue sky of physics there remained on the horizon just two small clouds of incomprehension that obscured the beauty and clearness (La connaissance en physique est semblable à un grand ciel bleu, à l’horizon duquel subsistent seulement deux petits nuages d'incompréhension). Ces deux problèmes non résolus étaient l'expérience de Michelson-Morley (incompatible avec la théorie de l’éther) et celui du rayonnement du corps noir. Ces deux « nuages » allaient cependant rapidement mener à la création de deux branches supplémentaires de la physique : la mécanique quantique et la relativité.
Le véritable propos de Kelvin est en fait détourné de plusieurs manières dans la légende urbaine lui attribuant cette citation :
- la citation exacte ne mentionne aucune fin de la science (au sens où il subsisterait une ultime étape à franchir pour terminer la physique) et ne qualifie pas les nuages restants de petits : The beauty and clearness of the dynamical theory, which asserts heat and light to be modes of motion, is at present obscured by two clouds. (La beauté et la clarté de la théorie dynamique, qui présente la chaleur et la lumière comme des modes de mouvement, sont actuellement obscuries par deux nuages),
- Kelvin ne mentionne pas le rayonnement du corps noir mais plus généralement le théorème d'équipartition de l'énergie, dont la critique par Max Planck aboutira effectivement à la mécanique quantique.

La question d'une possible fin de la science occupe les philosophes des sciences. Charles Renouvier envisage ainsi la possibilité d'une synthèse unique des connaissances scientifiques éparses qui constituerait alors la fin de la science.